# Guelmim-Es Semara
Guelmim-Es-Semara foi uma região de Marrocos, vigente entre 1997 e 2015. Sua capital era a cidade de Guelmim.
A Frente Polisário pede um referendo de autodeterminação para que a população local de parte da região assim como os refugiados atualmente exilados no sudoeste da Argélia, Tindouf, possam decidir a respeito do futuro da parte sul da região como parte do Marrocos ou como estado independente, junto com o resto dos territórios que fazem parte do Marrocos.

## Províncias
A região estava dividida em 5 províncias:
- Assa-Zag
- Es Semara (localizada na Saara Ocidental)

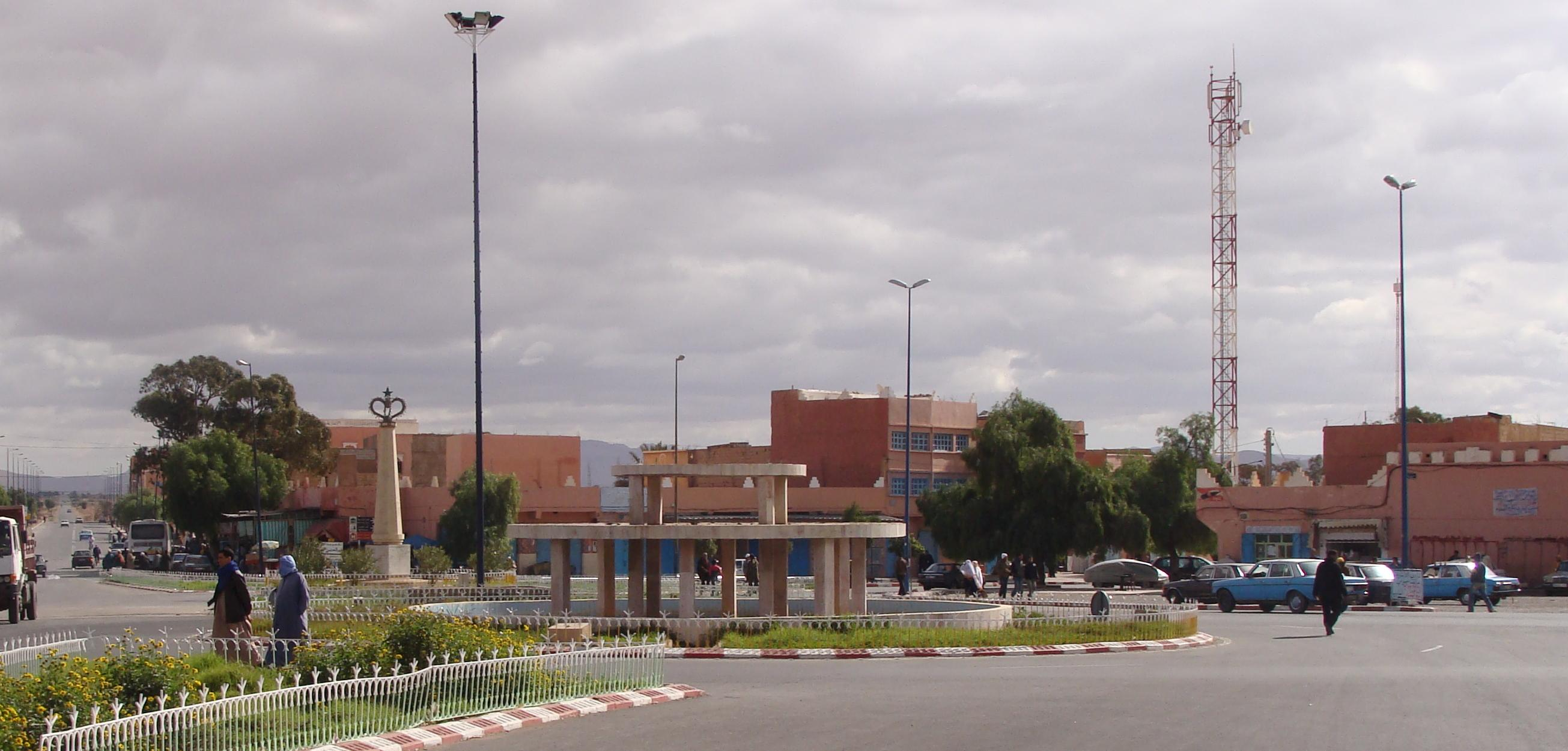
BOUIZAKARNE

- Guelmim
- Tan-Tan
- Tata